# Se Eu Fosse Luísa Sonza
Se Eu Fosse Luísa Sonza é uma série documental, produzida pelo Netflix, que aborda a carreira e a vida pessoal da artista musical brasileira Luísa Sonza. A estreia original aconteceu em 13 de dezembro de 2023 com três episódios.
Em setembro, a data e o nome da série foram revelados. O trailer foi lançado em 27 de novembro.
Durante o documentário, apresenta a vida da cantora desde seu começo na banda Sol Maior até o seu último álbum lançado, que é Escândalo Íntimo, que veio à tona em agosto de mesmo ano, até então.

## Sinopse
Nesta série documental, a cantora pop mais polêmica do Brasil fala sobre a vida amorosa, carreira, controvérsias e a criação de um novo álbum.

## Renovação ou não?
Um mês antes de lançar a série, Luísa revelou, em entrevista no De Frente com Blogueirinha, que não gostaria de fazer de novo o processo que foi o documentário.

## Elenco
- Luísa Sonza
- César Luís Sonza: Pai
- Eliane Gerloff: Mãe
- Karla Gerloff: Prima
- Nadine Gerloff: Prima
- Lucas Pinho: Gerente artístico
- Gabriel Geraissati: Produtor
- Flavio Verne: Diretor artístico e coreógrafo
- Douglas Moda: Produtor
- André Corga: Diretor artístico
- Tay Vargas: Ex-assistente pessoal
- Whindersson Nunes: Ex-marido (1º episódio)
- Mino Lehnhardt: Empresário (1º episódio)
- Judeilton Reis (1º episódio)
- Foquinha: Jornalista (1º episódio)
- Zé Ricardo: Cantor e compositor (2º episódio)
- Fátima Pissarra: empresária (2º episódio)
- Antonio Pontes: Otorrinolaringologista (3º episódio)
- Victor Lenzo: Stylist (3º episódio)
- Melina Tavares (3º episódio)
- Roy Lenzo: Produtor (3º episódio)

### Participações
- Dan Ferreira: Cantor e compositor (1º episódio)
- André Jordão: Cantor e compositor (1º episódio)
- Aisha: Cantora e compositora (1º episódio)
- Marcela Alexia: Dançarina (1º episódio)
- Blacy Gulfier: Fonoaudiólogia (2º e 3º episódio)
- Jenni Mosello: Cantora e compositora (3º episódio)
- Carolzinha: Cantora e compositora (3º episódio)

## Episódios
| Temporada | Temporada | Episódios | Estreia original       |
| --------- | --------- | --------- | ---------------------- |
|           | 1         | 3         | 13 de dezembro de 2023 |

### 1.ª temporada (2023)
| N.º na série | N.º na temp. | Título                       |
| --- | ------------ | ---------------------------- |
| 1 | 1            | "O mundo é um moinho"        |
| Luísa desabafa sobre sua estreia na indústria da música pop e sobre o profundo impacto que as redes sociais tiveram em seu relacionamento com Whindersson Nunes. |              |                              |
| 2 | 2            | "Eu sou minha própria hater" |
| Como se reerguer após uma queda? Luísa relembra o lançamento de seu álbum DOCE 22 e fala sobre uma época controversa de sua vida.                                |              |                              |
| 3 | 3            | "Escândalo íntimo"           |
| Uma lesão séria força Luísa a ficar sem falar por 20 dias. Depois disso, ela embarca em uma viagem para Los Angeles para realizar um antigo sonho.               |              |                              |

## Ficha técnica
Lista-se abaixo os profissionais envolvidos na produção de Se Eu Fosse Luísa Sonza, de acordo com o Netflix e outras fontes.
- Isabel Nascimento Silva — diretora
- Luísa Barbosa — produção executiva
- Renata Brandão — produção executiva
- Fatima Pissarra — produção executiva associada
- Carolina Albuquerque — roteirista chefe
- Sergio Mekler — edição
- Julia Equi — direção de fotografia
- Alexandre Kassin — trilha sonora original
- Tania Pacheco — co-produção executiva
- Marcos Penido — co-produção executiva
- Adriana Basbaum — co-produção executiva
- Renata Wolter — co-produção executiva
- Cristina Provezano — produção delegada